# León III de Armenia
León III (a veces numerado León IV; armenio: Լեիոն Գ, Levon III) fue rey del reino armenio de Cilicia nacido en 1287 o 1289 y fallecido en 1307). Gobernó desde 1303 o 1305 a 1307, junto con su tío Haitón II, quien había ostentado el reinado dos veces más anteriormente. Era hijo de Teodoro III de Armenia y Margarita de Lusignan, hija del rey Hugo III de Chipre y fue parte de la familia Hetoumid. 
Estaba casado con su prima Inés (Marie) de Lusignan (fallecida en 1309), hija de la princesa Isabel de Armenia y Amalarico de Lusignan. 
En 1303 o 1305, fue coronado rey de Armenia, tras la jubilación de su tío Haitón II. El rey y su tío dirigieron al ejército de Armenia en 1305 para aplastar una fuerza de ataque mameluco en Bagras. 
En agosto de 1307, León y Haitón fueron asesinados con su comitiva durante su visita al emir Mongol Bilarghu en Anazarba. Le sucedió como monarca su tío Oshin.